# Ogun Waterside
Ogun Waterside è una delle venti aree a governo locale (local government areas) in cui è suddiviso lo stato di Ogun, nella Repubblica Federale della Nigeria.
Conta una popolazione di 72.935 abitanti.